# Sachsenwald-Klasse

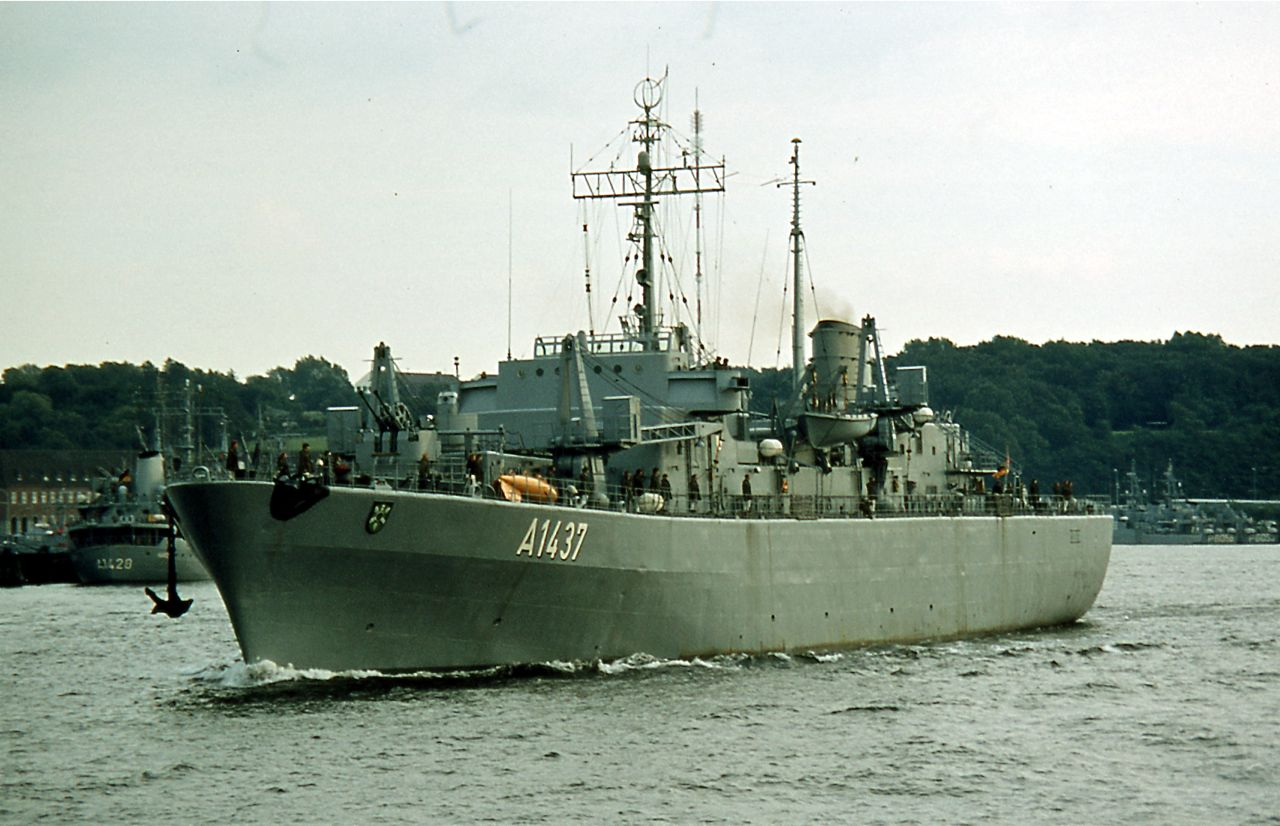
FGS Sachsenwald (A 1437) des 1. Minensuchgeschwaders beim Auslaufen aus dem Marinestützpunkt Flensburg-Mürwik, August 1980

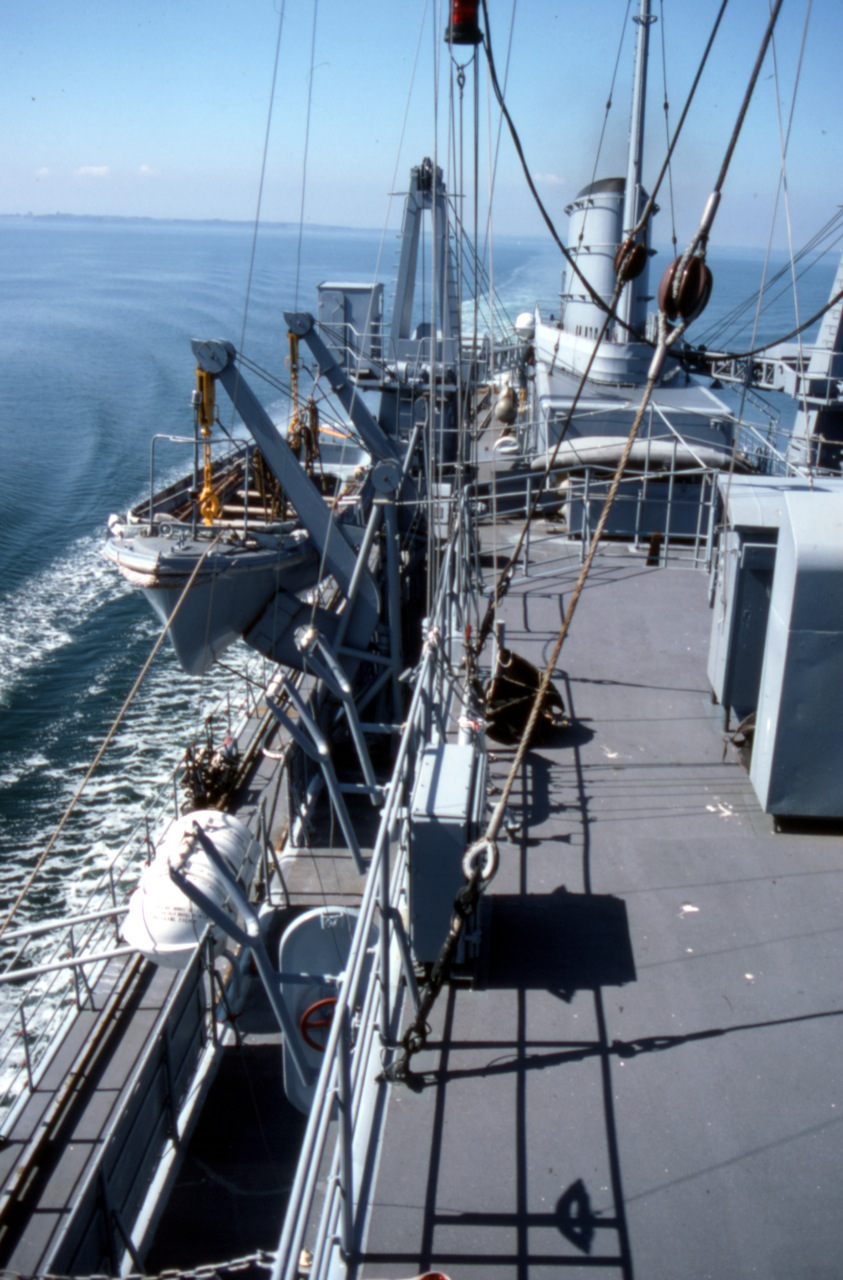
Blick von der Brücke nach achtern, September 1984

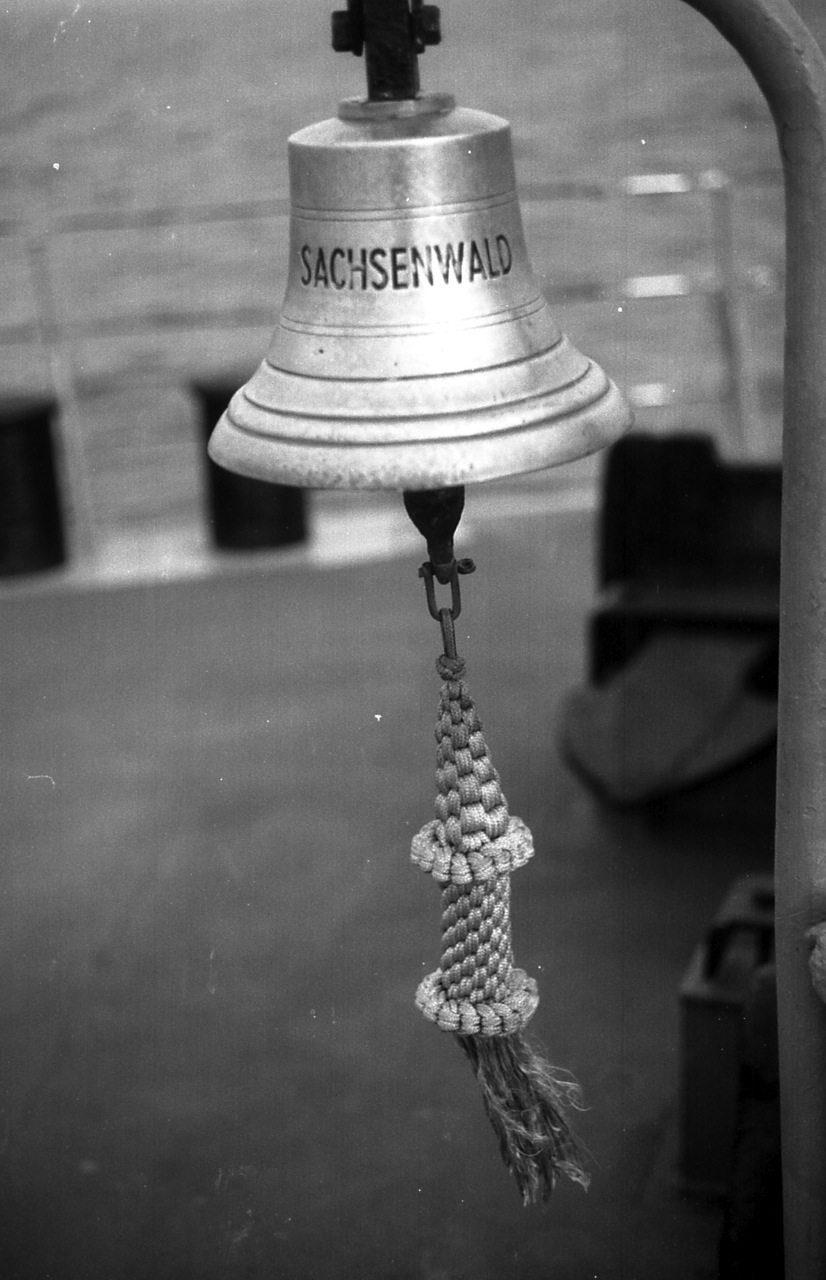
Schiffsglocke FGS Sachsenwald (A 1437)

Die beiden Minenleger und Minentransporter der Sachsenwald-Klasse (Klasse 762) der Bundesmarine wurden im August 1969 in Dienst gestellt. Die Sachsenwald (A1437) und die Steigerwald (A1438) waren bis Anfang der 1990er Jahre im Einsatz.

## Bau
Die Schiffe wurden auf der Werft H. C. Stülcken Sohn in Hamburg auf Kiel gelegt. Nach Übernahme der Stülcken-Werft im Jahr 1966 stellte Blohm + Voss die Schiffe fertig.

## Technik
Die Wasserverdrängung betrug 2962 ts bei 3,4 Metern Tiefgang (größter Tiefgang). Die Schiffe waren 111 Meter lang und 13,9 m breit und hatten eine Höchstgeschwindigkeit von 17 Knoten. Der Antrieb erfolgte über zwei Dieselmotoren mit je 2800 PS, die auf zwei Verstellpropeller-Anlagen von Escher-Wyss wirkten. Für die Stromversorgung sorgten vier Dieselgeneratoren. Die Besatzung bestand aus 65 Mann.
Die beiden Schiffe waren zum Seeminentransport und Minenlegen konzipiert. Die Beladung und die Abgabe der Minen an andere Schiffe erfolgte durch vier Bordkräne. Das Minenlegen konnte durch vier Minenwurfklappen am Heck im Zwischendeck und von zwei Wurfstellen auf dem Hauptdeck erfolgen. Das Zwischendeck war bis auf den vorderen Bereich des Schiffes, wo der Minenklarmachraum untergebracht war, ohne Unterteilung für die Lagerung von Seeminen vorgesehen und erinnerte an das Innere einer Eisenbahnfähre. Zusätzlich gab es noch vier Plattformdecks und vier Stauungen, welche durch vier Aufzüge für den Minentransport mit dem Zwischendeck verbunden waren.
Die Defensivbewaffnung bestand aus vier 40-mm-Flak „58 Breda Mod.II 62“ von Bofors in zwei Marine-Doppel-Lafetten (MDL). Die Geschütze konnten über optische Richtsäulen vom Typ „OGR 7“ ferngesteuert werden. Ferner gab es zwei Nebelkammern auf dem Zwischendeck am Heck, um das Minenwerfen durch Nebeln zu tarnen. Diese Nebelkammern fungierten in den letzten Jahren nur noch als Stauraum.
Die Schiffe konnten zum Eigenschutz gegen ABC-Waffen im Inneren einen Überdruck aufbauen, eine sogenannte „Zitadelle“. Der Zugang von außen erfolgte in diesem Fall durch eine ABC-Schleuse mit Dekontaminierungsvorrichtungen.
Zur Stärkung der Kampfkraft wurden beide Minentransporter in den 1980er Jahren umgebaut. Die offene Brücke wurde entfernt; das neue Brückendach erhielt eine Reling und war über das Signaldeck via Niedergang erreichbar. Die Schiffe erhielten hinter der Brücke einen Anbau für den ESM-Raum mit Zugang durch die Brücke. Auf dem Oberdeck wurden auf Höhe des Schornsteins auf beiden Seiten Plattformen angebracht, auf denen jeweils ein Düppelraketenwerfer des Typs Breda aufgestellt war. Die Steuerung der Werfer erfolgte vom ESM-Raum aus. Die Steigerwald erhielt später zusätzlich eine Schornsteinverkleidung zur Reduzierung ihrer Hitzesignatur, um die Gefährdung durch infrarotgesteuerte Seezielflugkörper zu verringern.

## Einsatz und Verbleib
Anfangs gehörten beide Schiffe zum Trossschiffverband, anschließend zum Minenlegergeschwader auf dem Marinestützpunkt Flensburg-Mürwik. Ab 1972 gehörten sie zum 1. Minensuchgeschwader in Flensburg.
Die Sachsenwald wurde am 26. September 1991, die Steigerwald am 4. November 1993 außer Dienst gestellt. Beide Einheiten gingen nach ihrer Außerdienststellung an die Vebeg GmbH, die bundeseigene Treuhandgesellschaft zur Verwertung von ausgemustertem öffentlichen Eigentum, und wurden anschließend abgewrackt.